# Jardín zoológico de Riga
El Jardín zoológico de Riga (en letón: Rīgas Zooloģiskais dārzs) es un zoológico propiedad de la ciudad de Riga, la capital del país europeo de Letonia. Se encuentra en Mezaparks, en la orilla occidental del lago Kisezers. El zoológico de Riga alberga alrededor de 3000 animales de casi 500 especies y es visitado por entre 250-300.000 turistas al año. El zoológico cuenta con una sucursal "Ciruli" en el distrito de Liepāja, parroquia de Kalvene, establecido en 1996, tiene una superficie de 135 hectáreas (330 acres).